# Ninja Gaiden
Ninja Gaiden is een computerspel dat op 9 december 1988 is uitgekomen in Japan voor de Famicom. In 1989 verscheen het in de Verenigde Staten voor zowel de NES en als een apart arcadespel. Shadow Warriors verscheen op 15 augustus 1991 in Europa voor de NES.
Het spel is uitgebracht onder een aantal verschillende titels. Zo is het in Japan bekend als Ninja Ryūkenden, in de VS als Ninja Gaiden, in Europa als Shadow Warriors en in Groot-Brittannië en Australië onder de titel Shadow Warriors: Ninja Gaiden.
In Europa verscheen het vervolgdeel als Shadow Warriors 2. In de Verenigde Staten is het uitgebracht onder de titel Ninja Gaiden II: The Dark Sword of Chaos.
De spellen Ninja Gaiden III: The Ancient Ship of Doom (of Shadow Warrior 3) en Ninja Gaiden Trilogy op de SNES zijn nooit in Europa uitgebracht.